# Maison-des-Champs
Maisons-des-Champs ist eine französische Gemeinde mit 35 Einwohnern (Stand: 1. Januar 2022) im Département Aube in der Region Grand Est. Sie gehört zum Kanton Vendeuvre-sur-Barse und zum Arrondissement Bar-sur-Aube. 

## Lage
Sie enthält einen gemeinsamen Bahnhof mit Vauchonvilliers an der Bahnstrecke Paris–Mulhouse und ist von den folgenden Nachbargemeinden umgeben:
| Vauchonvilliers | Jessains, Bossancourt                       | Dolancourt |
|                 | Kompassrose, die auf Nachbargemeinden zeigt | Argançon   |
| Magny-Fouchard  |                                             | Spoy       |

## Bevölkerungsentwicklung

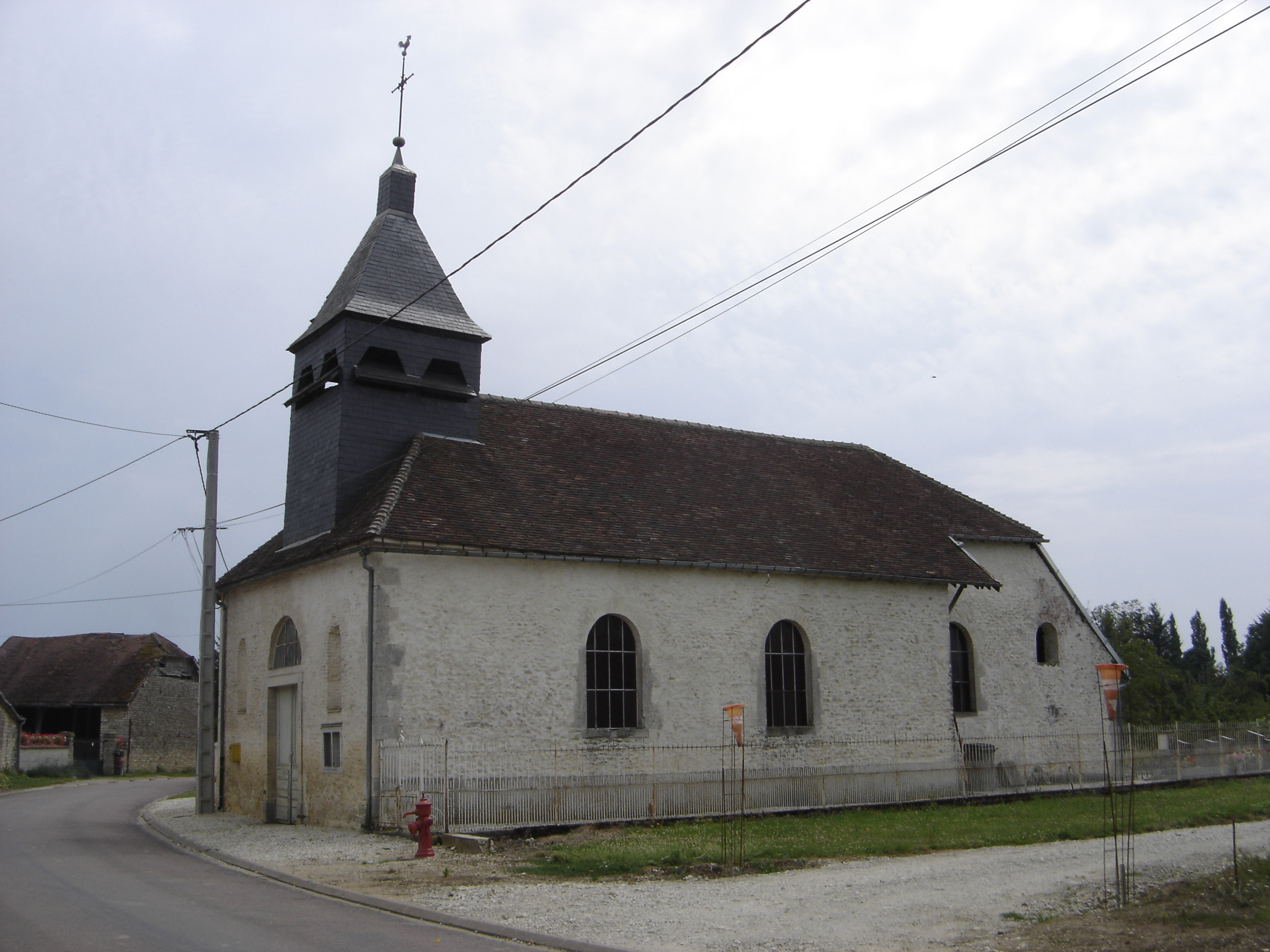
Kirche in Maison-des-Champs

| Jahr                      | 1962 | 1968 | 1975 | 1982 | 1990 | 1999 | 2008 | 2016 |
| ------------------------- | ---- | ---- | ---- | ---- | ---- | ---- | ---- | ---- |
| Einwohner                 | 74   | 53   | 47   | 43   | 36   | 39   | 41   | 33   |
| Quelle: Cassini und INSEE |      |      |      |      |      |      |      |      |